# Erki Tammiksaar

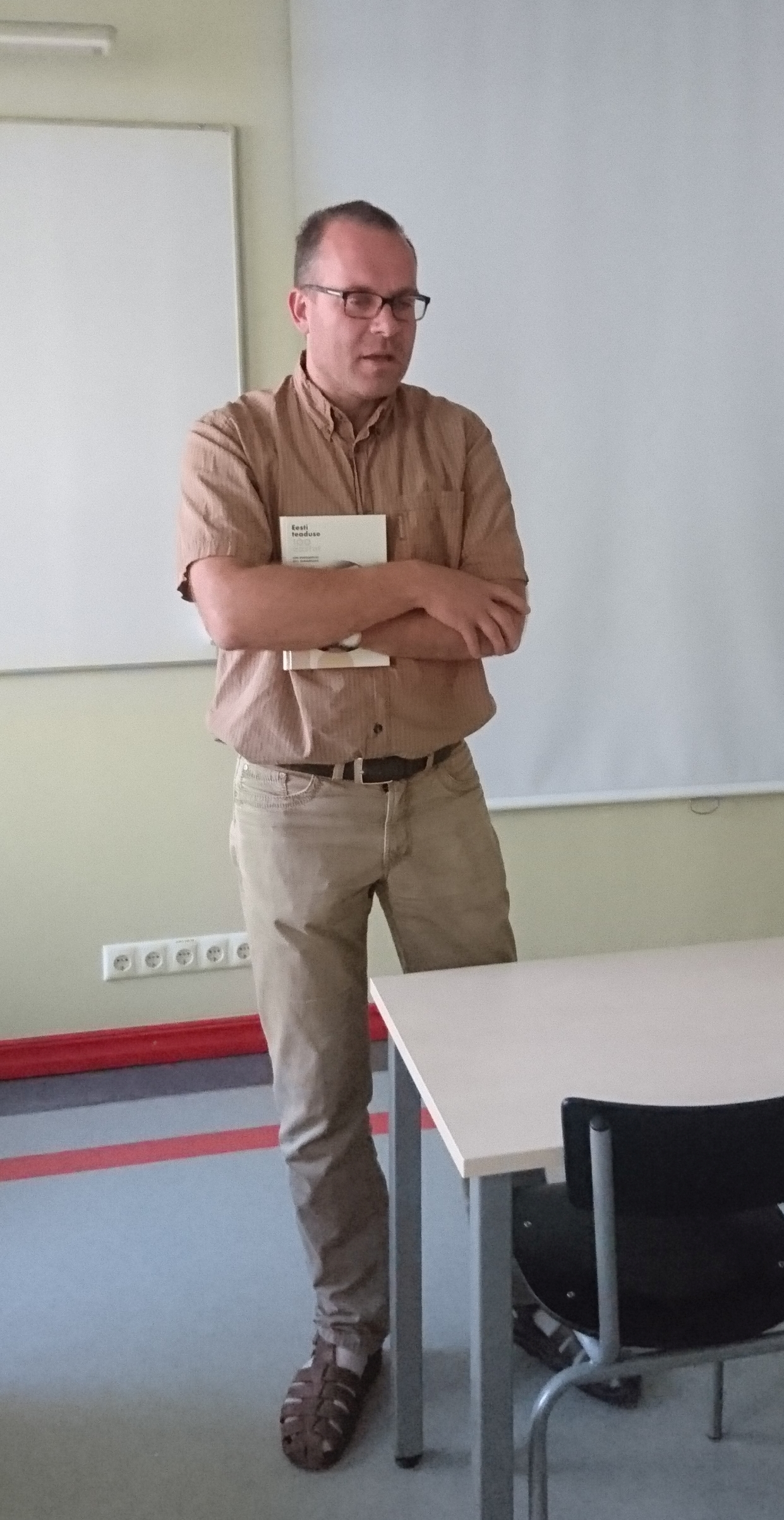
Erki Tammiksaar (mit einem Band von Eesti teaduse)

Erki Tammiksaar (geb. am 1. Dezember 1969 in Vändra, Estland) ist ein estnischer Wissenschaftshistoriker und Geograph, dessen Interesse dem Studium der Geschichte der Polarforschung gilt.

## Leben
Er arbeitet am Institut für Zoologie und Botanik der Estnischen Landwirtschaftlichen Universität bzw. der University of Life Sciences University of Tartu. Er ist der Leiter des Karl-Ernst-von-Baer-Museums in Tartu.
Tammiksaar lieferte verschiedene Publikationen zu Karl Ernst von Baer, dem Kamtschatka-Forscher Karl von Ditmar, Gerhard von Maydell, Alexander von Bunge, Georg Adolf Erman, Mathias von Hedenström, Alexander Theodor von Middendorff, Alexander Graf Keyserlings naturwissenschaftlichen Expeditionen u. a.

## Auszeichnungen
2004 wurde er mit dem estnischen Karl-Ernst-von-Baer-Preis ausgezeichnet.

## Mitgliedschaften
- Baltische Historische Kommission[6]

## Publikationen (Auswahl)
- Erki Tammiksaar: Findbuch zum Nachlass Karl Ernst von Baer (1792–1876). (= Berichte und Arbeiten aus der Universitätsbibliothek und dem Universitätsarchiv Giessen; 50/1999). Universitätsbibliothek Gießen, Gießen 1999 (Digitalisat der Einleitung).
- Erki Tammiksaar: Der „Humboldt des Nordens“. Der Nachlass des Naturforschers Karl Ernst von Baer in der Universitätsbibliothek wird ausgewertet. In: Spiegel der Forschung. Band 17, 2000, Heft 2, S. 14–21 (Digitalisat).
- Erki Tammiksaar: New Aspects in Karl Ernst von Baer's World View Concerning Darwin's Hypothesis of Natural Selection. In: Э. И. Кольчинский, А. А. Федотова: Чарльз Дарвин и современная биология. Труды Международной научной конференции, Санкт-Петербург, 21–23 сентября 2009 г. St. Petersburg 2010, S. 561–566.
- Einleitung zu Materialien zur Kenntniss des unvergänglichen Boden-Eises in Sibirien, Gesammelt von Karl Ernst von Baer (= Baer, Karl Ernst von: Materialien zur Kenntniss des unvergänglichen Boden-Eises in Sibirien : unveröffentlichtes Typoskript von 1843 und erste Dauerfrostbodenkunde. ges. von. Eingel. von Erki Tammiksaar. Hrsg. von Lorenz King / Universitätsbibliothek Gießen: Berichte und Arbeiten aus der Universitätsbibliothek und dem Universitätsarchiv Gießen ; Bd. 51. Giessen : Univ.-Bibliothek, 2001, ISBN 978-3-9808042-0-2)
- Erki Tammiksaar: Gerhard Baron von Maydell (1835–1894) und die Bedeutung seiner Forschungen in Nordost-Sibirien, in: Erich Kasten: Reisen an den Rand des Russischen Reiches : Die wissenschaftliche Erschließung der nordpazifischen Küstengebiete im 18. und 19. Jahrhundert. Verlag Der Kulturstiftung Sibirien, 2013, ISBN 978-3-942883-16-0 (Online-Teilansicht)
- Karl von Ditmar: Reisen und Aufenthalt in Kamtschatka in den Jahren 1851–1855. Zweiter Teil: Allgemeines über Kamtschatka.  2011 Kulturstiftung Sibirien (Online-Teilansicht)
- Erki Tammiksaar, Sabine Brauckmann: Karl Ernst von Baer's „Über Entwickelungsgeschichte der Thiere II“ and its unpublished drawings. In: History and Philosophy of the Life Sciences 26 (2004) 3–4, S. 291–308.
- Erki Tammiksaar, Ian Stone: Alexander von Middendorff and his expedition to Siberia (1842–1845). In: Polar Record Band 43, Nr. 3, 2007, S. 193–216. doi:10.1017/S0032247407006407 Digitalisat
- Erki Tammiksaar: Why did Karl Ernst von Baer travel to Italy in 1845–1846? Tartu, 10. März 2017